# Río Grande, Dominikanska republiken
Río Grande är en ort i Dominikanska republiken.   Den ligger i provinsen Puerto Plata, i den norra delen av landet, 150 km nordväst om huvudstaden Santo Domingo. Río Grande ligger 397 meter över havet och antalet invånare är 20 154.
Terrängen runt Río Grande är kuperad, och sluttar norrut. Runt Río Grande är det ganska tätbefolkat, med 172 invånare per kvadratkilometer. Närmaste större samhälle är Puerto Plata, 16,3 km nordost om Río Grande. I omgivningarna runt Río Grande växer huvudsakligen savannskog.